# Neoclytus magnus
Neoclytus magnus är en skalbaggsart som beskrevs av Schaeffer 1904. Neoclytus magnus ingår i släktet Neoclytus och familjen långhorningar. Inga underarter finns listade i Catalogue of Life.